# Zlatna serija
Zlatna serija je bila strip edicija koja je izlazila na prostoru bivše Jugoslavije, a izdavač je bio Dnevnik iz Novog Sada. Prvi broj stripa izašao je 15. januara 1968. godine i koštao je 2 nova dinara. Iako je na naslovnici prvog broja bio Teks Viler, naslov Četiri obračuna odnosio se na epizodu u kojoj je glavni junak bio Bili Mek Gregor, a onda je sledila epizoda Džejn Arden, te Teks Viler u epizodi Sudija kolt. 

## Period izlaženja
Edicija je izlazila do 1992. godine, zaključno sa brojem 1103.

## Dinamika izlaženja
U početku su sveske Zlatne serije izlazile jednom pa dva puta mesečno, da bi se posle par godina dinamika izlaženja stabilizovala na jednu svesku nedelju, koja se obično pojavljivala četvrtkom ili petkom.

## Tiraž
Po jednom izvoru prosečan tiraž po svesci Zlatne serije bio između 50.000-80.000, kao i da je za pojedine sveske dosezao i do 200.000. Po drugom izvoru, prvih nekoliko godina, tiraži Zlatne serije bili su oko 30.000 svezaka nedeljeno, ali su kasnije dosezali i do 150.000.

## Junaci Zlatne serije
Iako je Zlatna serija započela sa epizodom Teksa Vilera, u prvih pedesetak brojeva dominirali su nepoznati kaubojski stripovi, kao što su Bil Adams ili tada Mali rendžer, koji prestaje da izlazi u broju 84. (objavljeno ukupno 8 epizoda) i "seli" se u Lunov magnus strip u kome je jedno vreme bio najpopularniji strip zajedno sa Velikim Blekom.
Komandant Mark počinje da izlazi u Zlatnoj seriji tek od broja 85, dok je najpopularniji junak edicije -- Zagor u prvih 246 brojeva izlazio sporadično (izašlo je ukupno 8 epizoda) da bi tek od broja 247 (epizoda Gvozdena pesnica) iz 1975. godine počeo da izlazi redovno, smenjujući se sa Teks Vilerom, a potom i sa Komandantom Markom.

### Stalni junaci
Teks Viler (1968 do kraja)
Zagor (1968 do kraja)
Komandant Mark (1971 do kraja)
Kapetan Miki (1979 do kraja)

### Povremeni junaci
Mali rendžer (1969-1971)
Priče sa Divljeg zapada (1970-1975)
Tim i Dasti (1968-1975)

## Spisak epizoda
Kompletan spisak svezaka koje su izašle u periodu 1968-1993. može se pogledati ovde.

## Urednici
Sve do 207. broja Zlatne serije i stotog broja Lunovog magnus stripa za ove edicije se navodio samo odgovorni urednik (Mitar Milošević do 78. broja Zlatne serije i 29. broja Lunovog magnus stripa, a nakon njega Dušan Stanojev, uz informaciju da brojeve uređuje kolegijum). Nakon toga kao urednici izdanja navode se Sreten Drašković, Milica Korošec, Dušan Stanojev i Olivera Kovačević.

## Dnevnikov pokušaj obnavljanja Zlatne serije
Sa obnovom Zlatne serije pokušalo se 1996. godine (isto kao i sa Strip zabavnikom i LMS). Izašlo je pet brojeva, kao i dva specijalna broja Zlatne serije – klasici u stripu. Urednica je bila Mirjana Zamurović.

## Nova edicija
Novu ediciju Zlatne serije pokrenula je izdavačka kuća Veseli četvrtak u februaru 2018. godine. U prvom broju ponovo je bio Teks Viler sa epizodom Ranč slobode. Planirano je da svaki broj bude izdat sa dve separatne naslovnice: novom, koja se razlikuje od stare, i starom (sa žutom trakom sa strane), koje će moći da se naruči isključivo poštom. Cena prvog broja iznosila je 350 din. (2,9 €). 

## Vrednost epizoda Zlatne serija na tržištu polovnih stripova
Starije epizode Zlatne serije, pogotovo ako su dobro očuvane, na tržištu polovnih stripova mogu da dostignu cene od najmanje 100 € po komadu. Najviše do sada zabeležena cena Zagorovih stripova izdatih u Zlatnoj seriji i Lunov magnus stripu mogu da dostignu cenu do preko 4.000 €.